# Schillerstraße 47 (Mönchengladbach)

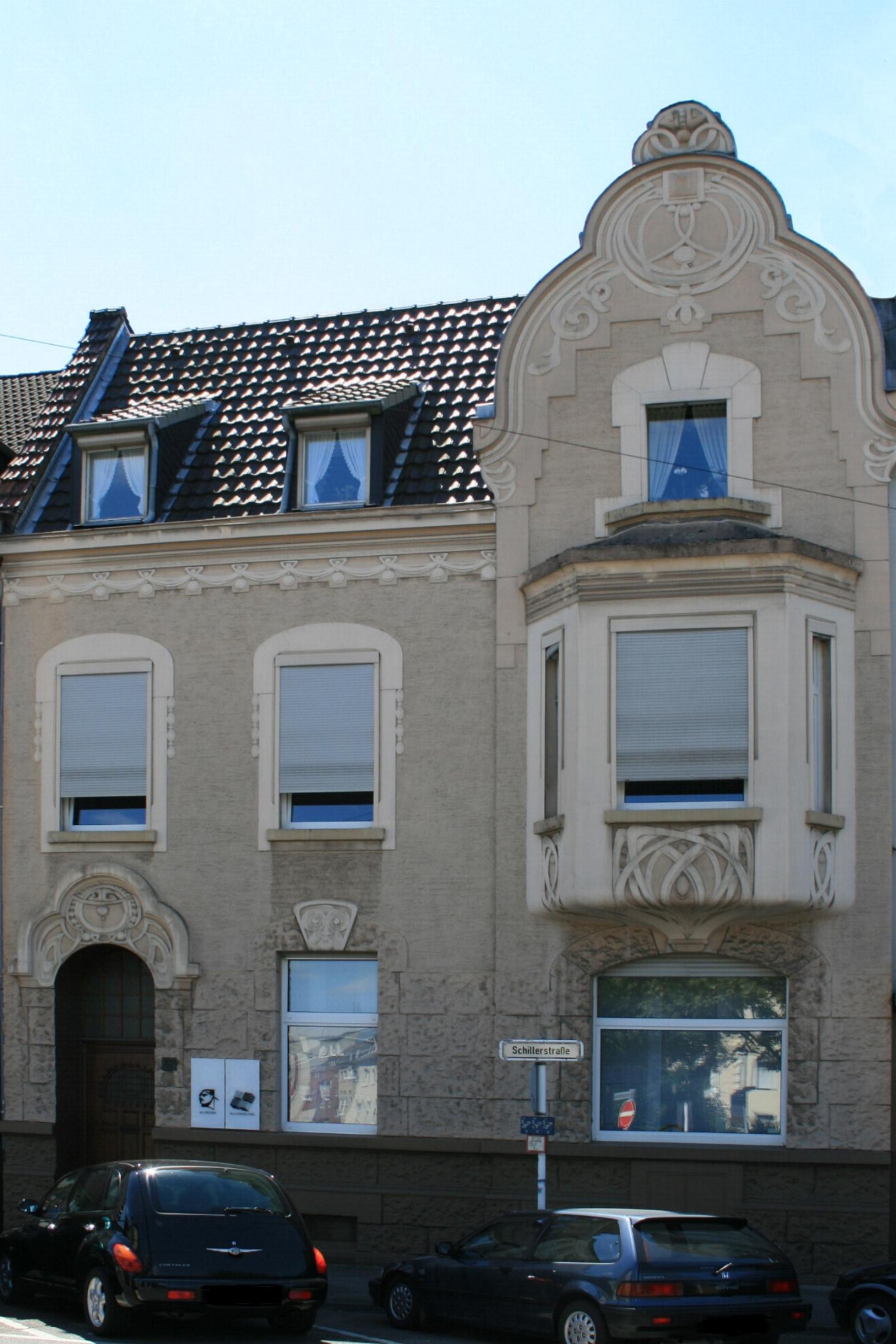
Wohnhaus (2010)

Das Wohnhaus Schillerstraße 47 steht im Stadtteil Gladbach in Mönchengladbach (Nordrhein-Westfalen).
Das Gebäude wurde 1905 erbaut und unter Nr. Sch 037 am 7. August 1990 in die Denkmalliste der Stadt Mönchengladbach eingetragen.

## Lage
Das Objekt liegt im historischen Stadterweiterungsgebiet zwischen Altstadt und Eicken in der Schillerstraße, als Querverbindung zwischen Hohenzollern- und Hindenburgstraße gelegen. 

## Architektur
Es handelt sich um ein zweigeschossiges, dreiachsiges Traufenhaus aus der Zeit um 1905. Die Fassade hat in der rechten Achse einen Risalitvorsprung mit Blendgiebel. Das Objekt ist aus städtebaulichen Gründen denkmalwürdig.